# ヨーナス＝ガール・ストーレ
ヨーナス＝ガール・ストーレ（Jonas Gahr Støre, 1960年8月25日 - ）は、ノルウェー王国の政治家。2021年10月14日より同国首相を務めている。外務大臣、保険大臣などを歴任したほか、ノルウェー赤十字総裁も務めた。

## 経歴・人物
- ノルウェー王国・オスロ出身[1]。
- 父親は船舶ブローカーの仕事をしていた人物であった[2]。
- イェンス・ストルテンベルグ労働党政権の下で国務長官 (ノルウェー)（ノルウェー語版）、外務大臣、保健大臣などを歴任した。
- 外務大臣在任中には日本を訪れ、同じく外務大臣の高村正彦と会談した[3]。また、2004年にはノルウェー赤十字総裁を務めたこともあり、その際にも来日している[3]。
- 2014年にストルテンベルグの後任としてノルウェー労働党党首に選出され、就任[4]。
- 2021年9月に執行されたノルウェー総選挙にてエルナ・ソルベルグ率いるノルウェー保守党を下し[5]、10月12日に国王ハーラル5世より組閣を要請された[6]。14日に首相就任[7]。

- 米国のバラク・オバマ大統領夫妻と（2009年9月23日）
- 左から陳馮富珍WHO事務局長、モロッコのラーラ・サルマ王妃、ヨーナス＝ガール・ストーレ（2012年5月22日）
- フィンランドのサンナ・マリン首相と（2022年5月4日）